# Концертный зал имени Ватрослава Лисинского
Конце́ртный зал и́мени Ватросла́ва Лиси́нского (хорв. Koncertna dvorana Vatroslava Lisinskog) — концертный зал и выставочный центр в Загребе. Расположен на площади Степана Радича, между Загребским Главным вокзалом и проспектом града Вуковара в районе Трне. Назван в честь Ватрослава Лисинского, хорватского композитора середины XIX века. Строение включает в себя большой зал на 1841 место и малый зал — на 305. В большом зале установлен орган. Фойе часто используется для проведения выставок.

## История
Решение о сооружении в Загребе нового многофункционального концертного зала было принято в 1957 году. Проект будущего здания разрабатывался группой архитекторов под руководством Марияна Хаберле. Строительные работы начались в 1961 году, однако наводнение в Загребе в 1964 году и последовавшие за ним финансовые затруднения у городских властей отодвинули окончание строительства почти на десятилетие. Открытие зала смогло состояться только 29 сентября 1973 года.
В 1990 году в зале прошёл конкурс «Евровидение». Для его успешного проведения была произведена первая реконструкция здания. В 1992 году была полностью заменена крыша. Также работы по частичной реконструкции и замене интерьеров проводились в 1999 и 2009 гг.

## Концертный зал сегодня
В концертном зале проводятся зрелищные мероприятия всех видов: от оперных, балетных и театральных постановок до концертов популярных музыкантов. Так, в зале имени Лисинского регулярно выступают Мирослав Шкоро и Марко Перкович Томпсон. В нём также проводятся многие международные конгрессы и конференции.
В первые 30 лет существования в зале побывало около 10 миллионов человек. В 2007 году на площадях зала прошло около 450 мероприятий, на которых побывало 760 тысяч человек.

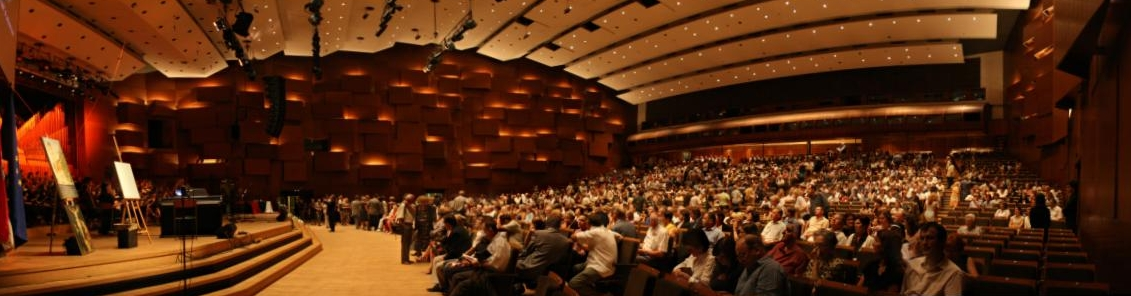
Вид большого зала изнутри.